# Irlandais
Cet article concerne la langue irlandaise. Pour le peuple irlandais, voir Irlandais (peuple).
L'irlandais ou gaélique irlandais (autonymes : Gaeilge /ˈgeːlʲ.ɟə/ ou Gaeilge na hÉireann) est une langue celtique du groupe des langues gaéliques, parlée sur l'île d'Irlande depuis l'arrivée des Gaëls.
C'est la langue nationale et la première langue officielle de l'État d'Irlande (devant l'anglais) et elle est reconnue comme langue régionale en Irlande du Nord selon la Charte européenne des langues régionales ou minoritaires. Elle est devenue une langue officielle de l'Union européenne le 13 juin 2005 et cette décision est entrée en vigueur le 1er janvier 2007. Depuis le 1er janvier 2022, le gaélique irlandais est devenu une langue de travail à part entière au sein de l'Union européenne.
Les quelques régions où l'irlandais reste vivace sont appelées des gaeltachtaí (au singulier : gaeltacht). En 2016, on recense 1 761 420 personnes sachant parler l'irlandais en république d'Irlande, ce qui représente 39,8 % de la population totale. La grande majorité des locuteurs ne sont pas des locuteurs natifs de la langue, et ils maîtrisent tous l'anglais.

## Histoire
L'irlandais est parlé depuis 350 av. J.-C. et connaît son influence maximale à partir du Ve siècle, quand le rayonnement des monastères irlandais permet la diffusion de la littérature en Occident.
En dépit des invasions, le gaélique irlandais est resté la langue majoritairement parlée en Irlande jusqu'au XVIIIe siècle ; on la pratiquait également à Dublin et dans toutes les villes, y compris les enclaves de langue anglaise. Puis la langue commença à décliner, en grande partie à la suite de mesures répressives de la part du gouvernement britannique et de l'expansion du bilinguisme. Le recul de la langue irlandaise devient très prononcé, à cause notamment de la Grande Famine et de l'émigration. On estime qu'avant la grande famine, l'irlandais était parlé par quatre millions de locuteurs. Au milieu du XIXe siècle, plus de 80 % de la population ne parle que l'anglais. Le nombre de locuteurs unilingues de l'irlandais est estimé à 800 000 en 1800, 320 000 à la fin de la Grande Famine, et moins de 17 000 en 1911 ; le dernier de ces locuteurs unilingues serait Seán Ó hEinirí, un seanchaí (en) originaire de Cill Ghallagáin (en) dans le comté de Mayo, mort en 1998.
À la fin du XIXe siècle, les partisans du Renouveau gaélique, Athbheochan na Gaeilge en irlandais, s’engagent à redonner un nouveau souffle à la langue, portant une attention particulière à la richesse exceptionnelle de la tradition folklorique. Ils visent aussi à développer le journalisme et la littérature, en particulier par l'intermédiaire de la Ligue gaélique. Celle-ci fait paraître des centaines de livres et promeut sans relâche les intérêts de la langue.
À la suite de l'indépendance de l'Irlande, la constitution de 1937 place l'irlandais comme langue nationale et première langue officielle, devant l'anglais. L'irlandais est alors enseigné dès l'école primaire, mais est optionnel à l'école secondaire et est quasiment absent des universités.

## Classification linguistique
Au sein de la branche celtique de la famille indo-européenne, le gaélique irlandais fait partie de la famille celtique en Q, par opposition aux langues brittoniques (comme le breton, le gallois ou le cornique) dites langues celtiques en P. Ces dénominations concernent la manière dont les langues reflètent le phonème /kʷ/ du proto-indo-européen : comme une consonne vélaire dans les langues en Q (ex. /k/, transcrit c dans l'orthographe traditionnelle), mais comme une consonne labiale dans les langues brittoniques (ex. /p/). Par exemple, la racine *ékʷos 'cheval' (cf. latin equus) devient epos en britto-gaulois mais each en irlandais ; *kʷetwóres 'quatre' devient peder en breton, mais ceathair en irlandais, etc..
Dans cette famille « en Q » se trouvent également le gaélique écossais et le mannois. Toutefois, cette désignation est fallacieuse car la lettre Q n'existait ni en vieil irlandais ni dans les langues gaéliques modernes, sauf en mannois, où l'on emploie les graphèmes anglais.

## Répartition géographique

Le pourcentage de personnes affirmant parler l'irlandais quotidiennement en-dehors du système éducatif en 2011.

Proportion de personnes déclarant savoir parler irlandais, d'après les recensements de la république d'Irlande et d'Irlande du Nord de 2011.

Régions où l'irlandais est le plus concentré (Gaeltachtaí).

Selon le dénombrement de la population effectué en 2011, moins de 60 000 Irlandais (moins de 2 % de la population) déclarent utiliser la langue nationale dans leur vie quotidienne, mais ils sont plus de 100 000 à l'utiliser de façon hebdomadaire, et plus de 600 000 moins souvent. De plus, plus d'un demi million d'Irlandais utilisent l'irlandais quotidiennement à l'école ou dans des établissements d'enseignement. Enfin, presque 1,8 million déclarent pouvoir parler irlandais. Selon le dénombrement de 2001, 1,6 million d'habitants au sein de la république d'Irlande possédaient une certaine connaissance de l'irlandais, ainsi que 200 000 habitants de l'Irlande du Nord (appartenant au Royaume-Uni). La langue irlandaise est enseignée comme matière obligatoire dans toutes les écoles de la république d'Irlande.
On divise habituellement les personnes pratiquant l'irlandais en deux groupes : un groupe qui l'a appris et le parle comme langue maternelle dans certaines régions rurales (Gaeltachtaí), et un autre habitant en zone urbaine, particulièrement à Dublin. Le second groupe comprend beaucoup de personnes parlant l'anglais comme langue principale, mais aussi un certain nombre de personnes ayant l'irlandais comme langue maternelle et le parlant au quotidien. Le « dialecte » urbain serait en train de suivre sa propre évolution, rendant difficile la compréhension entre les deux groupes (locuteurs Gaeltacht et locuteurs urbains). Le groupe urbain accuse une tendance à simplifier la structure grammaticale et phonétique dans un usage courant au sein des foyers, mais en dépit de cela, les règles d’écriture restent officiellement les mêmes, et c’est le groupe urbain qui fournit la plupart des écrivains.
Une autre étude suggère que les personnes utilisant l’irlandais en ville seraient souvent plus instruites que les anglophones qui les entourent, et que les activistes de langue irlandaise pourraient nouer des relations de même langue par intérêt afin d'obtenir des emplois plus agréables et un statut plus élevé. Certaines hypothèses énoncées dans cette étude ont été sévèrement décriées,.
En dépit de l’estimation dans les recensements d’un niveau général de connaissance de la langue élevé, il n'existe aucun fondement solide permettant d'établir le nombre de locuteurs réellement compétents en langue irlandaise. Il est peu probable, par exemple, qu’il y ait eu en 2006 1 656 790 personnes (soit 41,9 % de la population d'alors) aptes à s’exprimer couramment en irlandais.[pourquoi ?] En revanche, il faut tenir compte de l’augmentation très importante du nombre d'écoles d'immersion en langue irlandaise, principalement en milieu urbain, qui a marqué visiblement la situation linguistique.
Le gouvernement a préparé une stratégie sur vingt ans dans le but de consolider la langue et d'augmenter le nombre de ses locuteurs, en encourageant par exemple l’établissement de quartiers gaéliques[réf. nécessaire].

### Statut officiel

#### Irlande

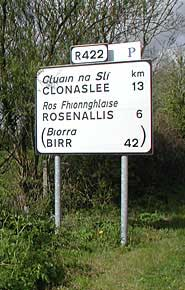
La signalisation routière en Irlande est officiellement bilingue.

D'après la constitution de la République, l'irlandais est la première langue officielle du pays.
Elle est aussi la langue dominante de certaines régions d'Irlande, qui bénéficient du statut officiel de Gaeltacht ( « Gaélie ») ou de líonra Gaeilge (« réseau irlandophone »).
Presque tous les ministres du Parlement irlandais, ainsi que le Président, le Premier ministre et le vice-Premier ministre pratiquent l'irlandais et donnent souvent des entretiens dans cette langue.
Plus de vingt députés du parlement irlandais parlent irlandais[réf. nécessaire].
Jusqu'en 2005, il était officiellement nécessaire de posséder une bonne connaissance de la langue irlandaise pour devenir garda (masculin) ou bangharda (féminin) (« agent de police »).
Il est toujours nécessaire de réussir un examen oral pour devenir avocat. Cependant, il est rare de trouver des avocats ou des agents de police capables de l'utiliser, et cela en dépit de la tentative actuelle  d'élargir l'usage de l'irlandais aux tribunaux. Il existe des centres de consultation légale et gratuite en irlandais, connus collectivement sous l'appellation : An tIonad Saor Chomhairle Dlí, où on peut mettre en relation les clients avec des avocats qui utilisent la langue irlandaise.
La connaissance de la langue irlandaise occupe une place importante dans la fonction publique[réf. souhaitée]. Des réponses et requêtes rédigées en irlandais de la part des usagers nécessitent officiellement une réponse en irlandais, mais il est en fait peu probable que la plupart des fonctionnaires soient en mesure de remplir leur office à cet égard.

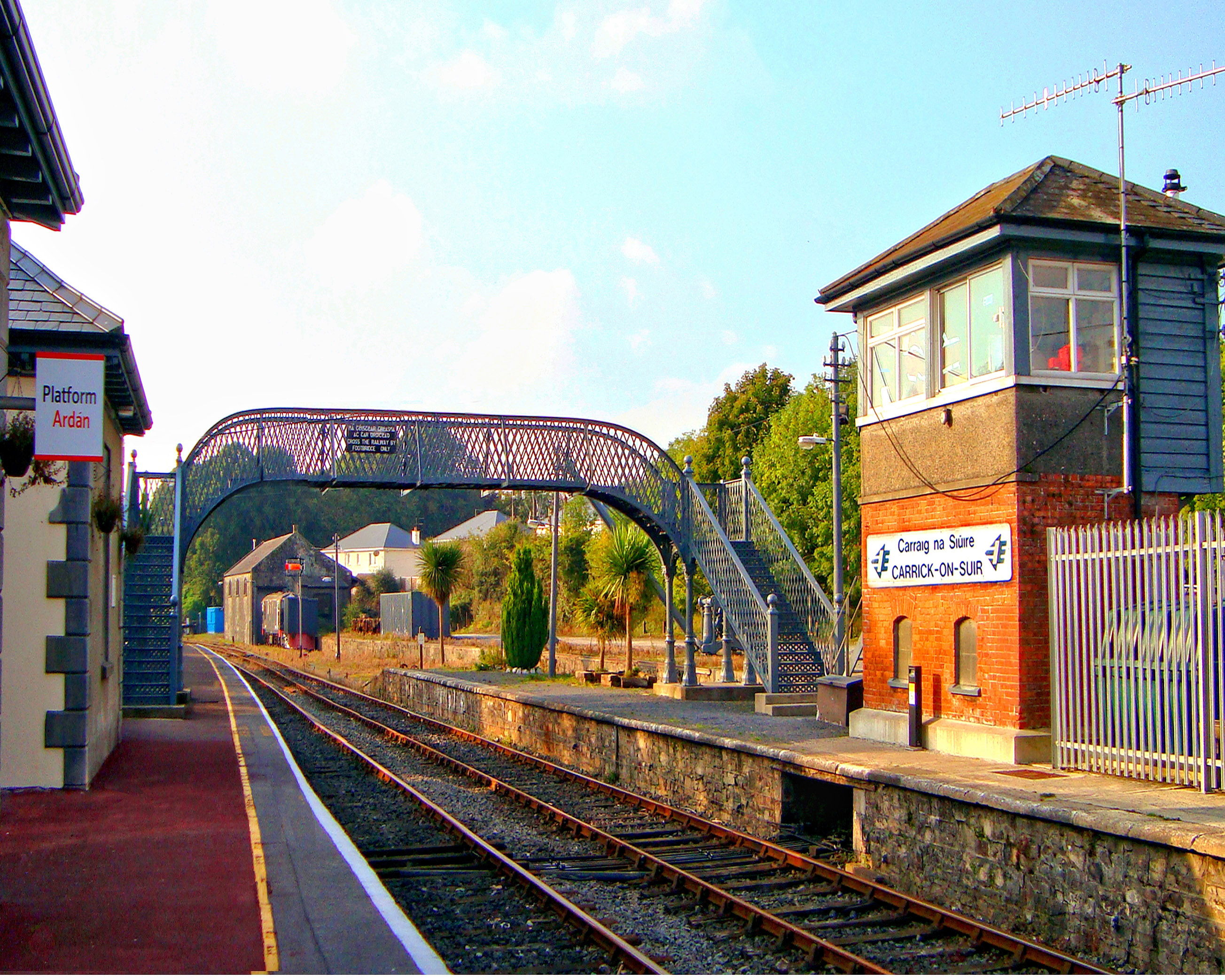
Gare de Carrick-on-Suir, exploitée par la compagnie Iarnród Éireann, avec signalisation bilingue.

Le commissaire de la langue irlandaise agit comme médiateur en défense des droits des locuteurs et de la langue dans les organes de l'État.

#### Royaume-Uni
L'irlandais est reconnu comme langue communautaire en Irlande du Nord.
Quatre députés de l'Assemblée d'Irlande du Nord parlent irlandais[réf. nécessaire].

#### Union européenne
En 1973, alors que l'Irlande rejoint la Communauté économique européenne, l'irlandais devient une langue de traité, signifiant que seuls les traités devaient être traduits.
En 2007, l'irlandais, le bulgare et le roumain sont devenus des langues officielles de l'Union européenne.
Toutefois, jusqu'à présent, le statut de langue officielle de l’UE à part entière est resté très limité : une  « dérogation » transitoire pour une période renouvelable de cinq ans dispose que « les institutions de l’Union européenne ne sont pas liées par l’obligation de rédiger tous les actes en irlandais et de les publier dans cette langue au Journal officiel de l’Union européenne », sauf en ce qui concerne les règlements adoptés conjointement par le Parlement européen et le Conseil.
Cette dérogation a été prorogée plusieurs fois, mais le 3 décembre 2015, le Conseil a annoncé qu’il soumettrait un projet de règlement pour augmenter le nombre de domaines dans lesquels la traduction irlandaise est obligatoire, dans le but de mettre fin à la dérogation d’ici le 1er janvier 2022.
Pour l'Union européenne, le nom officiel du gaélique irlandais est « Gaeilge » en irlandais, « Irish » en anglais et « irlandais » en français. Son code officiel est « ga ».
En 2020, l'irlandais reste la seule langue celtique de l'Union européenne.
Sur les seize députés européens d'Irlande, six parlent irlandais[réf. nécessaire].
Le 1er janvier 2022, l'irlandais obtient enfin son statut de langue européenne à part entière. À cette date, 200 personnes maîtrisant l'irlandais travaillent dans les institutions européennes.

### Dialectes
Il existe un certain nombre de dialectes distincts en irlandais. Les trois principaux dialectes sont ceux des provinces de Munster (Cúige Mumhan), Connacht (Cúige Chonnacht) et Ulster (Cúige Uladh).
Les différences entre les dialectes sont importantes sur certains points, et ont levé des difficultés récurrentes dans la définition d'un irlandais standard. Comme pour le français, les phrases utilisées quotidiennement peuvent varier selon les dialectes : l'exemple le plus souvent utilisé est « Comment vas-tu ? » :
- Ulster : cad é mar atá tú? (« comment est comme tu vas ? » Notez que caidé, goidé ou parfois dé peuvent remplacer cad é) ;
- Connacht : cén chaoi a bhfuil tú? (« quelle façon [est-ce] que tu vas ? ») ;
- Munster : conas taoi? ou conas tánn tú? (« comment vas-tu ? ») ;
- « Irlandais standard » : conas atá tú? (« comment vas-tu ? »).

D'un autre côté, l'existence de variantes locales n'est pas un fait propre à l'irlandais et se retrouve – de façon officielle ou non officielle – en de nombreuses langues. La langue irlandaise est homogène, et l'intercompréhension est facilitée par l'existence d'une chaîne de télévision (TG4, cf. infra) et de radios unilingues, qui sont à la fois des moyens d'expression de la culture gaélique irlandaise et un facteur d'uniformisation et d'instruction, au travers de l'habitude donnée par ces médias d'entendre des locuteurs de dialectes différents.
Le gaélique irlandais est par ailleurs assez proche du gaélique écossais pour permettre l'intercompréhension entre les locuteurs dans une large mesure – bien que la chose soit plus difficile pour les Écossais, dont la langue a perdu une catégorie de conjugaison des verbes[réf. nécessaire].

## Phonologie
La phonologie de l'irlandais varie d'un dialecte à l'autre et il n'y a pas de prononciation standard.
La distinction entre consonnes vélarisées et palatalisées est phonologique :
- les consonnes dites larges (« leathan ») sont vélarisées, c'est-à-dire, l'arrière de la langue est tiré vers l'arrière et légèrement vers le haut en direction du voile du palais ;
- les consonnes dites fines (« caol ») sont palatalisés, ce qui signifie que la langue est poussée vers le palais dur lors de l'articulation.

Le sens d'un mot peut changer si une consonne large est remplacée par une consonne fine ou vice-versa. Par exemple, la seule différence de prononciation entre les mots bo, « vache », et beo, « vivant », c'est que bo est prononcé avec un b large, tandis que beo est prononcé avec un b fin.
Le contraste entre les consonnes larges et fines joue également un rôle essentiel dans la prononciation des voyelles environnantes, dans la détermination de quelles consonnes peuvent se trouver à côté d'autres consonnes et dans le comportement des mots qui commencent par une voyelle.
Cette distinction large / fin est similaire à la distinction dur / mou de plusieurs langues slaves comme le russe.

### Consonnes
|                     |          | Labiale | Labiale | Coronale | Coronale | Dorsale | Dorsale | Glottale |
| large               | fine     | large   | fine    | large    | fine     |         |         | Glottale |
| ------------------- | -------- | ------- | ------- | -------- | -------- | ------- | ------- | -------- |
| Occlusive           | sourde   | pˠ      | pʲ      | t̪ˠ       | tʲ       | k       | c       |          |
| Occlusive           | voisée   | bˠ      | bʲ      | d̪ˠ       | dʲ       | g       | ɟ       |          |
| Fricative/ Spirante | sourde   | fˠ      | fʲ      | sˠ       | ʃ        | x       | ç       | h        |
| Fricative/ Spirante | voisée   | w       | vʲ      |          |          | ɣ       | j       |          |
| Nasale              | Nasale   | mˠ      | mʲ      | n̪ˠ       | nʲ       | ŋ       | ɲ       |          |
| Battue              | Battue   |         |         | ɾˠ       | ɾʲ       |         |         |          |
| Latérale            | Latérale |         |         | l̪ˠ       | lʲ       |         |         |          |

### Voyelles
|            | Antérieure | Centrale         | Postérieure |
| ---------- | ---------- | ---------------- | ----------- |
| Fermée     | iː         |                  | uː          |
| Pré-fermée | ɪ          |                  | ʊ           |
| Mi-fermée  | eː         |                  | oː          |
| Moyenne    |            | ə (non accentué) |             |
| Mi-ouverte | ɛ          |                  | ɔ           |
| Ouverte    | a          |                  | ɑː          |

Diphtongues : /iə/, /uə/, /əi/, /əu/.

### Accent tonique
Un mot irlandais n'a normalement qu'une syllabe qui reçoit l'accent tonique, à savoir la première syllabe du mot. Des exemples sont : d'imigh /ˈdʲɪmʲiː/ « est parti » et easonóir /ˈasˠən̪ˠoːɾʲ/ « déshonorer ».

## Grammaire
L'irlandais est une langue flexionnelle présentant des points communs avec le breton pour les mutations consonantiques et avec le gaélique écossais, avec qui il partage la même différenciation en deux classes des consonnes.

## Revitalisation linguistique

### Éducation
En Irlande, tous les instituteurs sont officiellement tenus d'être bilingues ou quasiment bilingues, l'irlandais étant une matière obligatoire dans les écoles primaires et secondaires[réf. souhaitée]. Mais de toute évidence, la plupart des instituteurs sont incapables de satisfaire cette exigence, ce qui continue à affecter l'enseignement de l'irlandais dans les écoles de langue anglaise[réf. souhaitée].
C'est surtout dans les Gaelscoileanna, « les écoles d'immersion (primaire/secondaire) en langue irlandaise », que la transmission de la langue peut être considérée comme un succès[réf. souhaitée]. Il en existe presque 360, réparties en Irlande, comptant près de 50 000 élèves.
Il existe aussi des Naíonraí, des écoles maternelles pour enfants de moins de 5 ans, où l'enseignement se fait en irlandais. 4 000 enfants sont scolarisés dans ces écoles maternelles.

### Littérature contemporaine
Bien que classé comme langue minoritaire, l’irlandais possède une littérature contemporaine significative. On considère Máirtín Ó Cadhain (1906-1970) comme étant l’écrivain en prose le plus important[réf. nécessaire]. Parmi les poètes, on retient par exemple Seán Ó Ríordáin (1907-1977) et Máire Mhac an tSaoi (1922-2021).
Il existe aujourd'hui une nette prépondérance des écrivains de zones urbaines ; c'était autrefois à des écrivains issus des régions dites Gaeltacht qu'on attribuait le plus de reconnaissance. On trouve parmi eux les auteurs d'autobiographies remarquables, dont An tOileánach (« L’homme de l’île »), de Tomás Ó Criomhthain (1856-1937) et Fiche Bliain ag Fás (« Vingt années en croissant »), de Muiris Ó Súilleabháin (1904-1950).
Plusieurs maisons d’édition se spécialisent dans la publication d'ouvrages en irlandais et publient en tout des centaines de livres chaque année.

### Médias et informatique
14 % de la population de la république d'Irlande écoutent des émissions en irlandais chaque jour, 16 % en écoutent 2 à 5 fois par semaine et 24 % une fois par semaine.
Il existe une chaîne de télévision hertzienne (TG4), une chaîne satellite pour enfants (Cúla 4) et cinq stations de radio (RTÉ Raidió na Gaeltachta, Anocht FM, Raidió na Life, Raidió Rí-Rá et Raidió Fáilte) en irlandais.
D'autres chaînes de télévision nationales irlandaises, RTÉ 1 et RTÉ 2 (Raidió Teilifís Éireann) et BBC Thuaisceart Éireann (BBC Irlande du Nord), diffusent également quelques émissions quotidiennes en irlandais, et presque toutes les autres stations de radio en Irlande diffusent au moins une heure d'irlandais par semaine.
Les publications en langue irlandaise comprennent des supports imprimés hebdomadaires et sur Internet.
Plusieurs logiciels proposent une interface de langue irlandaise, notamment :
KDE,
Mozilla Firefox,
Mozilla Thunderbird,
OpenOffice.org,
et Microsoft Windows 7.